# Kishim
Kishim eller Keshem är ett distrikt i Afghanistan. Det ligger i provinsen Badakhshan, i den nordöstra delen av landet, 260 km norr om huvudstaden Kabul på vägen från Taloqan tukk Faizabad. Distriktet beräknades år 2022 ha cirka 95 000 invånare.
Administrativ huvudort är Mashhad.
Marco Polo (1254-1324) beskriver i sin reseberättelse en stad som heter Scassem som eventuellt är Keshem, men kan också vara Ishkashim. Han beskriver Scassem:
| ”            | [..] Den regeras av en härskare vars titel hos oss motsvarar baron eller greve. Han äger också andra städer och fasta orter bland bergen. Mitt igenom staden strömmar en tämligen stor flod. Här finns liggsvin som rullar ihop sig då jägaren hetsar sina hundar på dem [...] Människorna i detta land talar sitt särskilda språk. Herdarna som vaktar boskapen lever bland bergen och bor i hålor som de ställer i ordning åt sig, vilket inte är så svårt arbete eftersom kullarna inte består av sten utan av jord [...] | „ |
| – Marco Polo | |   |